# Offutt Air Force Base
Offutt Air Force Base è una base militare della United States Air Force e un census-designated place (CDP) degli Stati Uniti d'America, situato nello stato del Nebraska, nella contea di Sarpy.